# Стрекоза двухцветная
Стрекоза двухцветная, или стрекоза двуцветная, или стрекоза болотная, или белонос восточный, или белоноска пестрогрудая, или леукорриния большая, (лат. Leucorrhinia pectoralis) — вид разнокрылых стрекоз из семейства настоящих стрекоз (Libellulidae).

## Описание
Длина 32—39 мм, брюшко 24—27 мм, заднее крыло 30—33 мм. Грудь между основаниями крыльев жёлтого цвета. Костальная жилка на крыльях до узелка беловатого цвета, сам узелок в своей верхней части чёрный. Основание задних крыльев несёт на себе тёмное непрозрачное красноватое пятно. Жилкование крыльев тёмное. Птеростигма чёрного или бурого цвета. На брюшке находятся оранжево-красные пятна. VII брюшное кольцо несёт очень большое пятно яркого лимонного цвета. Брюшко самцов без голубого налета. Пятно сверху VII тергит брюшка и самки и самца крупное, его цвет светло-жёлтый или лимонно-жёлтый, контрастирующий с красными пятнами на остальных тергитах брюшка. Птеростигма чёрного цвета.

## Ареал
Данный вид распространён в Европе и Сибири, но не обнаружен на территории европейского
Северо-Востока, может локально встречаться в подзоне южной тайги.
На Украине вид зарегистрирован в Западноукраинском Полесье, Западной Лесостепи, Прикарпатье, Закарпатье, в Житомирской, Киевской, Черниговской, Полтавской, Харьковской и Херсонской областях. Вид местами обычный, но чаще немногочисленный или редкий.

## Биология
Время лёта: середина мая — конец июля. Отдельные особи встречаются и в августе. Вид встречается около луговых и лесных озёр с чистой водой и пологими берегами, чаще всего в лесных ландшафтах. Личинки обитают в различного типа стоячих или медленно текущих водоемах, предпочитают держаться в густой, полупогруженной и плавающей водной растительности, чаще всего в болотах, реже — в заводях рек. Самка откладывает яйца в сопровождении самца, в полете, сбрасывая их в воду. Стадия яйца длится в течение 1 месяца. Развитие личинки длится приблизительно 2 года.